# Septoria gerberae
Septoria gerberae är en svampart som beskrevs av Syd. & P. Syd. 1912. Septoria gerberae ingår i släktet Septoria och familjen Mycosphaerellaceae.   Inga underarter finns listade i Catalogue of Life.